# Mikaël Kingsbury
Pour les articles homonymes, voir Kingsbury.
Mikaël Kingsbury, né le 24 juillet 1992 à Sainte-Agathe-des-Monts au Québec, est un skieur acrobatique canadien du Québec s'illustrant dans l'épreuve des bosses. Talent précoce, il s'impose très vite en Coupe du monde en remportant l'épreuve de bosses à Beida Lake en Chine à dix-huit ans en décembre 2010. Champion olympique en 2018 et octuple champion du monde, il détient le record de 142 podiums en Coupe du monde, dont 99 victoires.
En 2013, à Voss en Norvège, Kingsbury obtient son premier titre de champion du monde dans l'épreuve des bosses, ainsi que l'argent en bosses parallèles. Le Canadien récolte une médaille d'argent l'année suivante aux Jeux olympiques de Sotchi derrière son compatriote Alexandre Bilodeau, puis en 2015, il remporte son deuxième titre mondial en Autriche, cette fois-ci en s'imposant en parallèle, tandis qu'il remporte la médaille d'argent dans l'épreuve single derrière Anthony Benna. Il récolte sa première médaille d'or olympique aux Jeux olympiques de Pyongchang en 2018, puis est sacré double champion du monde en simple et en parallèle en 2019, année où il gagne son huitième gros globe de cristal au classement général de la Coupe du monde de ski acrobatique, ainsi que son huitième au classement des bosses.
Après avoir conquis un neuvième globe en ski acrobatique en 2020, il ne participe pas au début de la Coupe du Monde 2020-2021 en raison d'une blessure aux vertèbres, mais revient en cours de saison pour décrocher deux nouveaux titres mondiaux en bosses à Almaty, en mars 2021, son deuxième doublé mondial consécutif.
Mikaël Kingsbury est très superstitieux, par exemple à chaque compétition il porte son chandail « It’s good to be the king. » Il porte aussi la même marque de combinaison pour chaque compétition. Il y a aussi son bracelet Livestrong qu’il porte toutes les compétitions.

## Biographie
Mikaël Kingsbury a commencé à skier à l'âge de 4 ans  et il a commencé l ski acrobatique à l'âge de 8 ans au mont St-Sauveur dans les Laurentides. Mikaël Kingsbury n’avait que 17 ans et n’était qu’un simple spectateur aux Jeux olympiques d’hiver de 2010 à Vancouver lorsque Alex Bilodeau est entré dans l’histoire en gagnant la toute première médaille d’or olympique du Canada en sol canadien. Quatre ans plus tard, il partageait le podium avec Alex Bilodeau à Sotchi 2014, ayant gagné la médaille d’argent à ses débuts olympiques. Depuis lors, Mikaël Kingsbury est devenu le skieur de bosses de sexe masculin le plus dominant de l’histoire.
En 2016-2017, il a récolté son sixième globe de cristal d’affilée en tant que champion général de la Coupe du monde tant en bosses qu’en ski acrobatique. En décembre 2015 il a obtenu sa 29ᵉ victoire en carrière à la Coupe du monde, battant ainsi le record détenu par le champion olympique de 1992, Edgar Grospiron. En fin de saison 2016-2017, Michaël aura accumulé 42 victoires et 63 podiums en 80 départs en Coupe du monde. Il n’a jamais raté le podium des bosses aux Championnats du monde FIS et a remporté le bronze en 2017 après avoir enlevé l’argent en 2015. Il est double médaillé de l’édition 2015, ayant mis la main sur le titre de l’épreuve non olympique des bosses en parallèle.
Mikaël a fait ses débuts en Coupe du monde en janvier 2010 et a été nommé recrue de l’année de la Coupe du monde FIS. Il a remporté sa première victoire en Coupe du monde en décembre 2010 alors qu’il n’avait que 18 ans. En 2011, lors de sa première participation aux Championnats du monde, il a récolté deux médailles, le bronze en bosses et l’argent en bosses en parallèle, terminant tout juste derrière Alex Bilodeau dans les deux épreuves. Lorsque ce dernier a pris une pause de la compétition durant la saison 2011-2012, Mikaël est devenu le roi des skieurs acrobatiques en remportant le globe de cristal à titre de champion de la Coupe du monde.
À moins de 20 ans, il est devenu le plus jeune skieur de bosses de sexe masculin à avoir gagné le globe de cristal. Sa remarquable saison s’est soldée par une récolte record de 13 médailles à la Coupe du monde (huit d’or, quatre d’argent et une de bronze) puisqu’il a gravi les marches du podium à chacune des épreuves auxquelles il a participé. Au nombre de ces podiums figuraient six victoires consécutives en bosses, ce qui représente un record qu’il a égalé. Sa série de podiums s’est poursuivie en 2012-2013. En effet, il a remporté les cinq premières épreuves de bosses de la Coupe du monde, y compris l’épreuve test de Sotchi. Il s’est hissé également sur la plus haute marche du podium aux Championnats du monde FIS en 2013 en remportant la médaille d’or en bosses, arrachant ainsi la victoire à Alex Bilodeau. De plus, il a remporté la médaille d’argent en bosses en parallèle.
En 2018, il monte sur la première marche du podium lors de l'épreuve de ski acrobatique aux Jeux olympiques de Pyeongchang, avec plus de 4 points d'avance sur son plus proche rival.
Lors de la saison 2018-2019, Mikael Kingsbury repart de plus belle. Il porte son record de victoires en Coupe du monde à 56, il remporte deux médailles d'or aux championnats du monde 2019 début février à Deer Valley (bosses en simple et bosses en parallèle) puis, le 23 du même mois, lors de l'étape de Coupe du monde disputée à Tazawako (Japon) il est le premier spécialiste des bosses à réaliser un Cork 1440 (soit une quadruple rotation désaxée) en compétition.
Il commence la saison 2019-2020 par une nouvelle victoire (la 57e de sa carrière) à Ruka (Finlande).
Dimanche le 12 décembre 2021, Kingsbury gagne l'épreuve des bosses en duels à la Coupe du monde de ski acrobatique à Idre Fjäll, en Suède. Lors de la grande finale, l’athlète remporte contre le Japonais Ikuma Horishima, vainqueur de l’épreuve individuelle disputée samedi au même endroit.Six jours plus tard, le 18 décembre, il est champion de l'épreuve d'Alpe de Huez, après une erreur qui lui avait couté la victoire la veille.
Pour la première fois depuis quelques années déjà, le champion international du ski acrobatique de bosses a terminé huitième sur le circuit de la Coupe du monde d'Idre Fjall, en Suède.
En 2023, en Géorgie, à la Coupe du monde de Bakouriani, l'athlète remporte la médaille de bronze à l'épreuve du ski acrobatique en simple. Il y remporte également la médaille d'or en discipline parallèle. Il s'agit de la 84e médaille d'or qu'il remporte en Coupe du monde.
En 2025, il remporte l'épreuve de bosses en parallèle aux championnats du monde de ski acrobatique.

## Palmarès

### Jeux olympiques
| Épreuve / Édition   | Bosses |
| ------------------- | ------ |
| JO 2014 Sotchi      | Argent |
| JO 2018 Pyeongchang | Or     |
| JO 2022 Pékin       | Argent |

### Championnats du monde
| Épreuve / Édition            | Bosses | Bosses en parallèle |
| ---------------------------- | ------ | ------------------- |
| Mondiaux 2011 Deer Valley    | Bronze | Argent              |
| Mondiaux 2013 Voss-Myrkdalen | Or     | Argent              |
| Mondiaux 2015 Kreischberg    | Argent | Or                  |
| Mondiaux 2017 Sierra Nevada  | Bronze | 13e                 |
| Mondiaux 2019 Park City      | Or     | Or                  |
| Mondiaux 2021 Almaty         | Or     | Or                  |
| Mondiaux 2023 Bakuriani      | Or     | Or                  |
| Engadin 2025 Engadine        | Argent | Or                  |

### Coupe du monde
- 13 gros globe de cristal :
  - Vainqueur du classement général en 2012, 2013, 2014, 2015, 2016, 2017, 2018, 2019  et 2020.
  - Vainqueur du classement général bosses en 2022, 2023, 2024 et 2025.
- 16 petits globe de cristal :
  - Vainqueur du classement général bosses en 2012, 2013, 2014, 2015, 2016, 2017, 2018, 2019, 2020.
  - Vainqueur du classement bosses en individuel en 2022, 2023 et 2025.
  - Vainqueur du classement bosses en parallèle en 2022, 2023, 2024 et 2025.
- 142 podiums dont 99 victoires.

#### Records
- Saison record de 13 podiums en 13 départs (saison 2012)
- 10 victoires dans une même saison (saison 2023-2024)
- Record de 13 victoires consécutives
- 19 podiums consécutifs (saison 2011 à 2013)
- Plus jeune recrue masculine de l'année à l'âge de 17 ans. (saison 2010)
- Plus jeune récipiendaire du globe de cristal à l'âge de 19 ans.
- Plus de victoires en Coupe du monde de ski acrobatique (bosses) de tous les temps
- Plus de podiums en Coupe du monde de ski acrobatique (bosses) de tous les temps

#### Différents classements en Coupe du monde
| Année/Classement | Général | Général | Bosses | Bosses |
| ---------------- | ------- | ------- | ------ | ------ |
| Année/Classement | Class.  | Points  | Class. | Points |
| 2010             | 64e     | 12      | 22e    | 116    |
| 2011             | 4e      | 66      | 3      | 725    |
| 2012             | 1er     | 91      | 1er    | 1180   |
| 2013             | 1er     | 78      | 1er    | 940    |
| 2014             | 1er     | 81      | 1er    | 890    |
| 2015             | 1er     | 85      | 1er    | 761    |
| 2016             | 1er     | 88.13   | 1er    | 705    |
| 2017             | 1er     | 92.73   | 1er    | 1020   |
| 2018             | 1er     | 94.00   | 1er    | 940    |
| 2019             | 1er     | 91.67   | 1er    | 825    |
| 2020             | 1er     | 94.00   | 1er    | 940    |

#### Détails des victoires
| Saison    | Bosses                                                       | Bosses Parallèles                                                                  | Total |
| 2010-2011 | Beida Lake Calgary                                           |                                                                                    | 2     |
| 2011-2012 | Ruka Lake Placid Calgary Deer Valley Beida Lake Naeba        | Méribel Mont Gabriel                                                               | 8     |
| 2012-2013 | Lake Placid Calgary Deer Valley Sotchi Inawashiro            | Ruka                                                                               | 6     |
| 2013-2014 | Ruka Calgary Deer Valley                                     | Inawashiro Voss                                                                    | 5     |
| 2014-2015 | Calgary Deer Valley Lake Placid Val Saint-Côme Tazawako      | Deer Valley Tazawako                                                               | 7     |
| 2015-2016 | Val Saint-Côme Calgary                                       | Ruka Tazawako Moscou                                                               | 5     |
| 2016-2017 | Ruka Val Saint-Côme Deer Valley Pyeongchang Tazawako Thaiwoo | Deer Valley Tazawako Thaiwoo                                                       | 9     |
| 2017-2018 | Ruka Thaiwoo x2 Calgary Deer Valley x2                       | Megève                                                                             | 7     |
| 2018-2019 | Ruka Thaiwoo Calgary Mont-Tremblant Tazawako                 | Thaiwoo Tazawako                                                                   | 7     |
| 2019-2020 | Ruka Mont-Tremblant Calgary Tazawako                         | Thaiwoo Deer Valley Krasnoïarsk                                                    | 7     |
| 2020-2021 | Deer Valley                                                  | Deer Valley                                                                        | 2     |
| 2021-2022 | Ruka Mont-Tremblant x2 Deer Valley Megève                    | Idre Fjäll Alpe d'Huez Chiesa in Valmalenco Megève                                 | 9     |
| 2022-2023 | Ruka Val Saint-Côme Almaty                                   | Idre Fjäll Deer Valley Almaty                                                      | 6     |
| 2023-2024 | Idre Fjäll Alpe d'Huez Deer Valley Almaty                    | Idre Fjäll Bakouriani Val Saint-Côme Waterville Valley Almaty Chiesa in Valmalenco | 10    |
| 2024-2025 | Ruka Idre Fjäll Waterville Valley Val Saint-Côme Almaty      | Waterville Valley Val Saint-Côme Almaty Livigno                                    | 9     |
| Total     | 62                                                           | 37                                                                                 | 99    |

## Distinction
- Récipiendaire du Maurice 2012, 2013 et 2014 (Athlète international masculin de l'année au Québec).